# Каски (район)
Каски (непальск. कास्की जिल्ला) — один из 75 районов Непала. Входит в состав зоны Гандаки, которая, в свою очередь, входит в состав Западного региона страны. Административный центр — город Покхара.
Граничит с районом Мананг (на севере), районом Ламджунг (на востоке), районом Танаху (на юго-востоке), районом Сьянгджа (на юго-западе), районами Парбат и Мьягди зоны Дхаулагири (на западе). Площадь района составляет 2017 км².
Население по данным переписи 2011 года составляет 492 098 человек, из них 236 385 мужчин и 255 713 женщин. По данным переписи 2001 года население насчитывало 380 527 человек. 82,33 % населения исповедуют индуизм; 13,47 % — буддизм; 2,14 % — христианство и 0,90 % — ислам.

Каски (район)
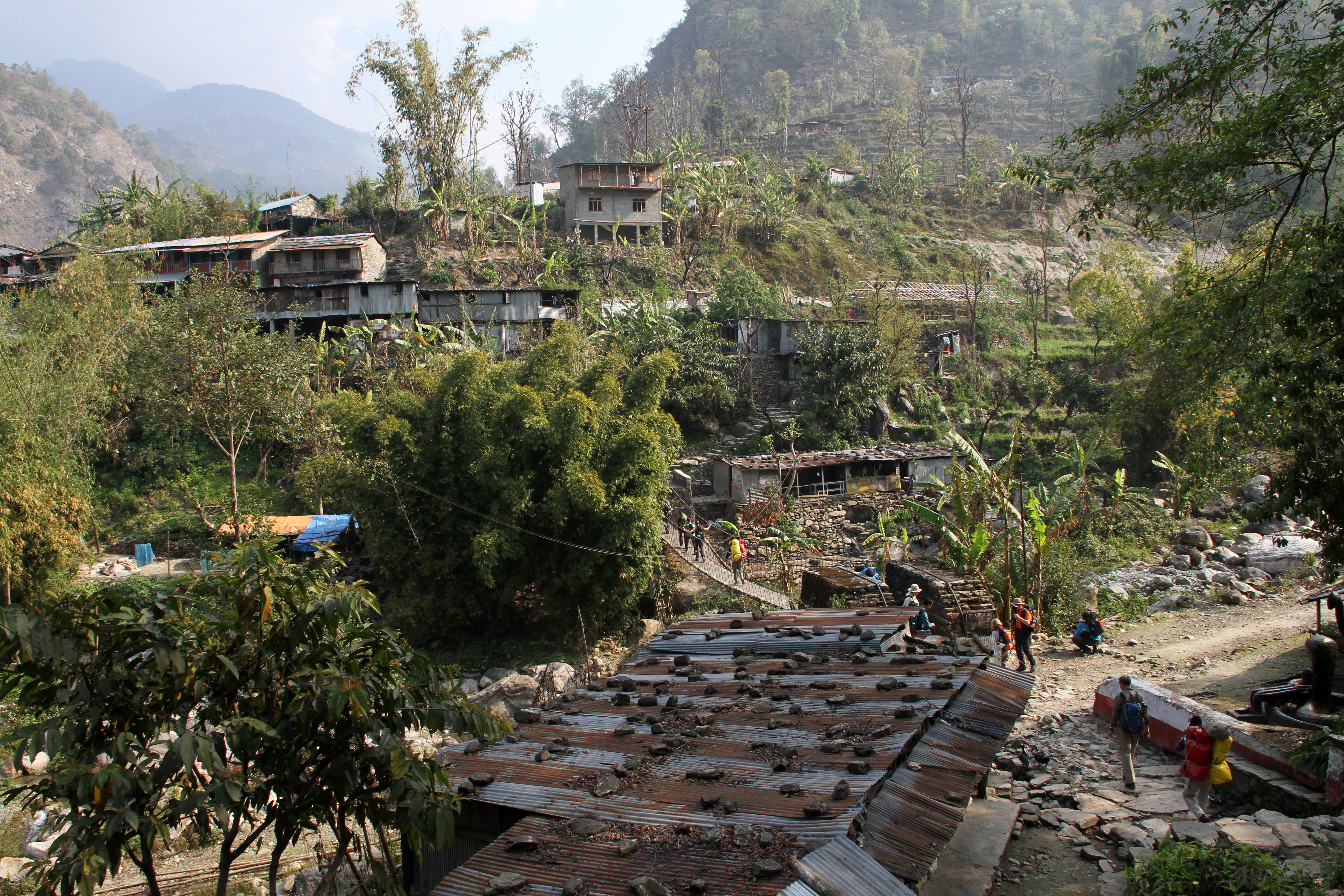
Nayapul
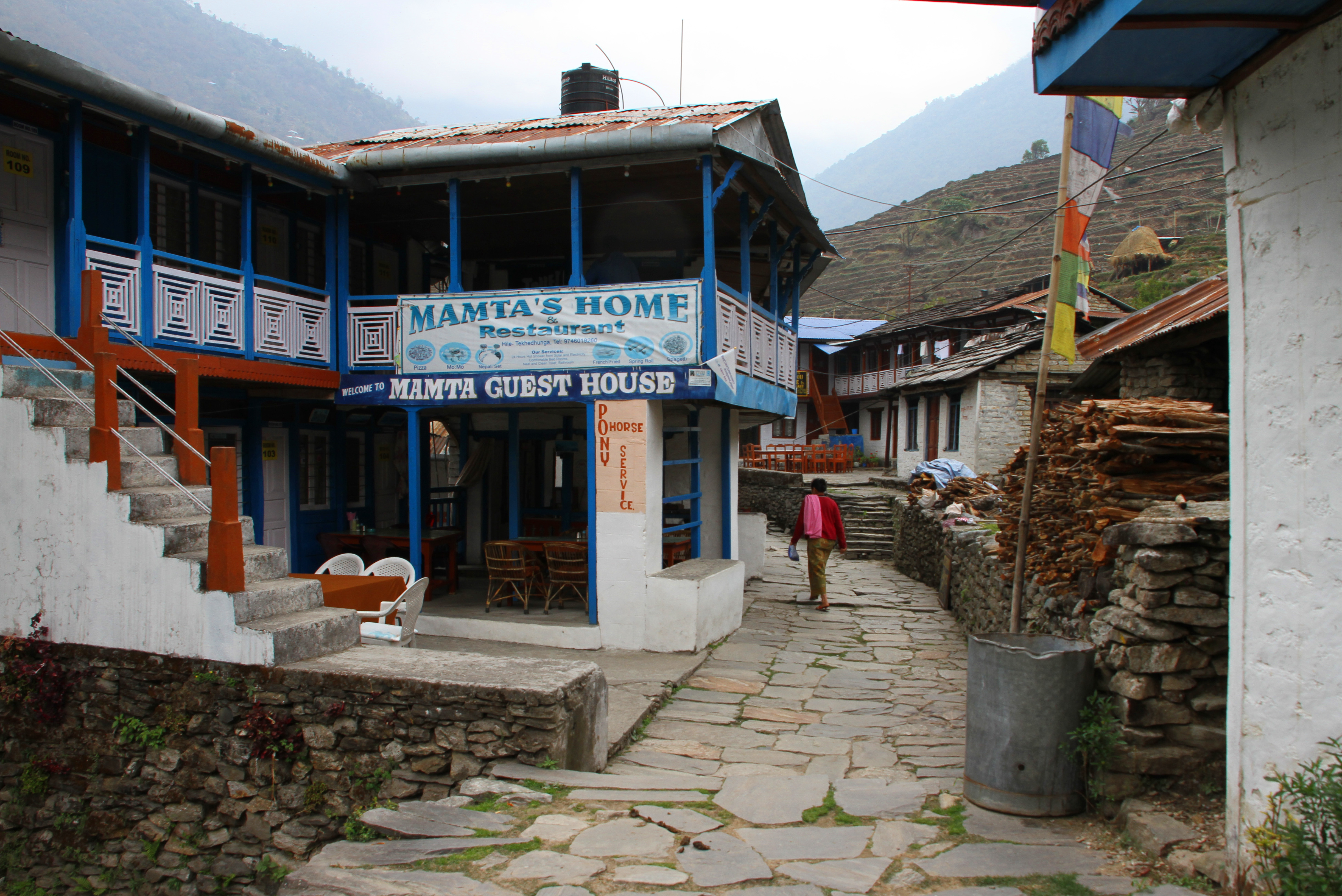
Hille
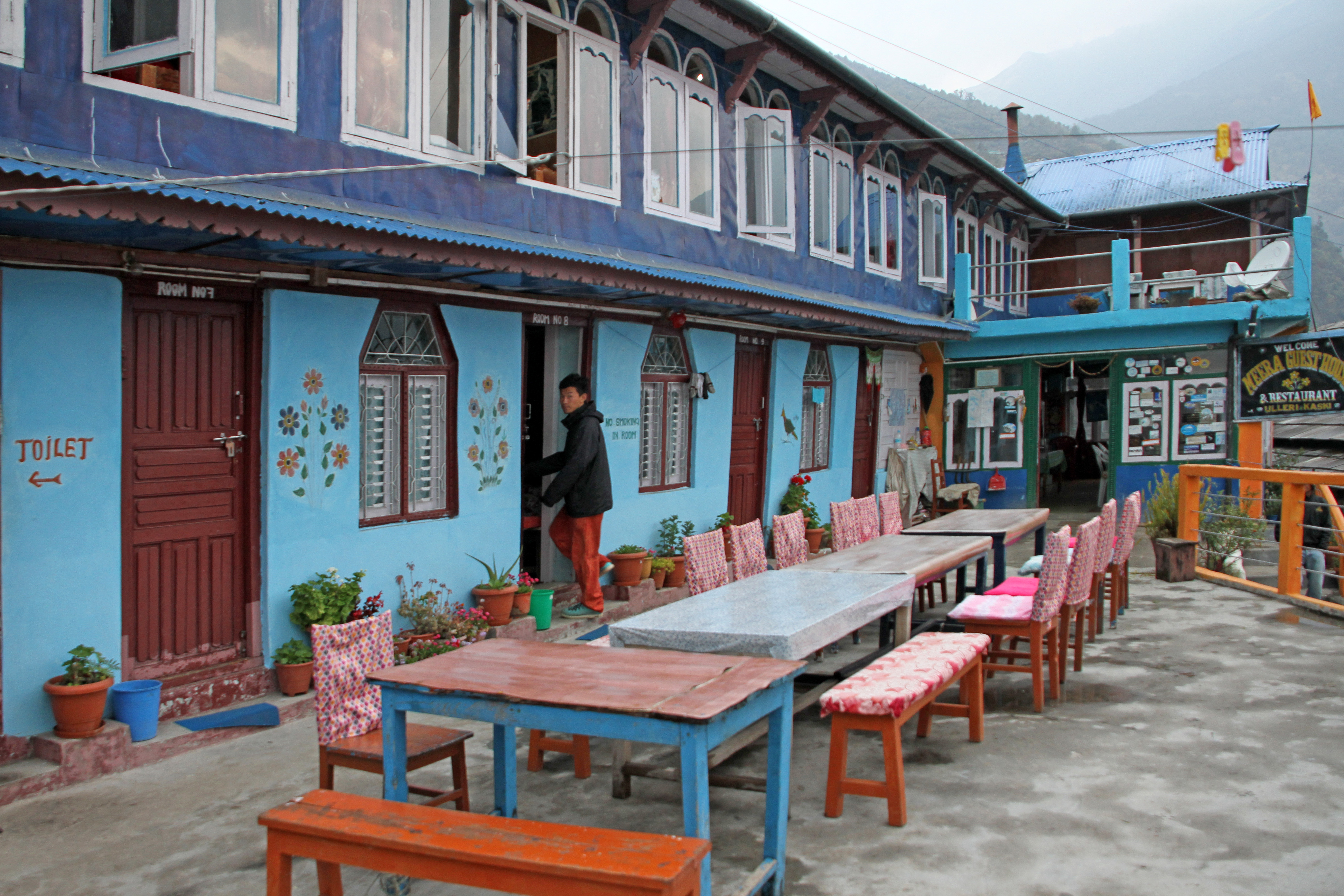
Ulleri
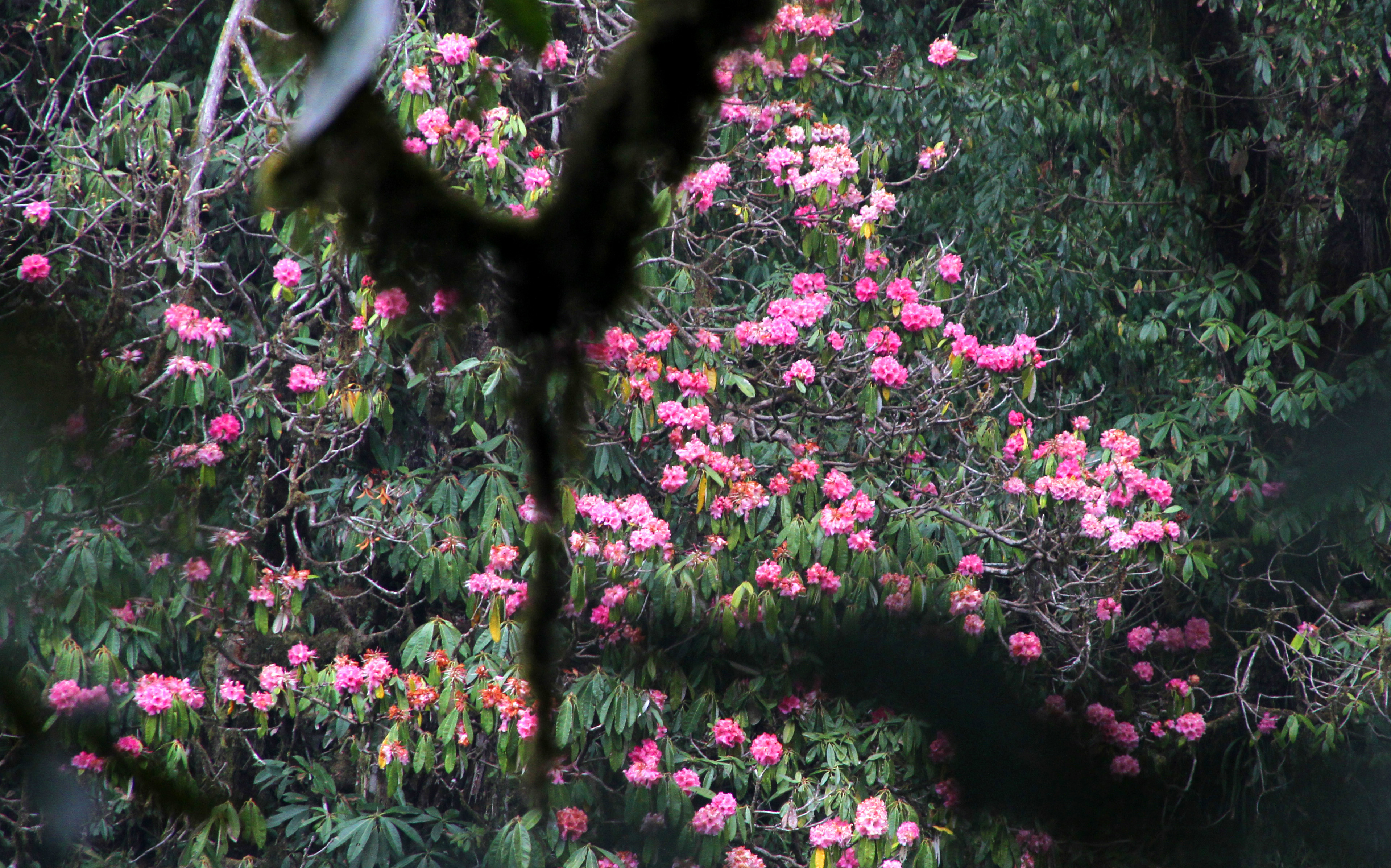
Ulleri to Ghorepani
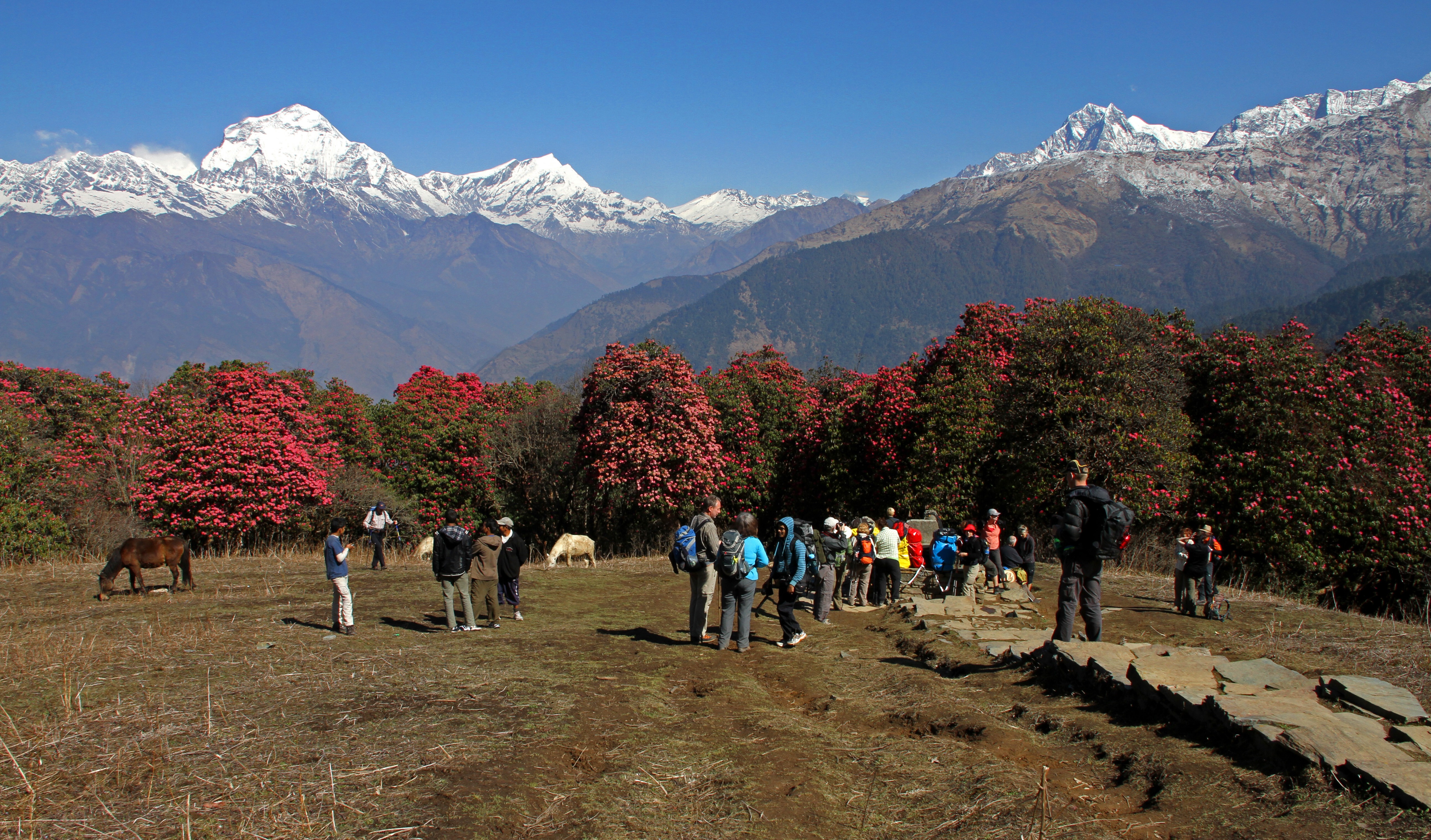
Ghorepani to Tadapani
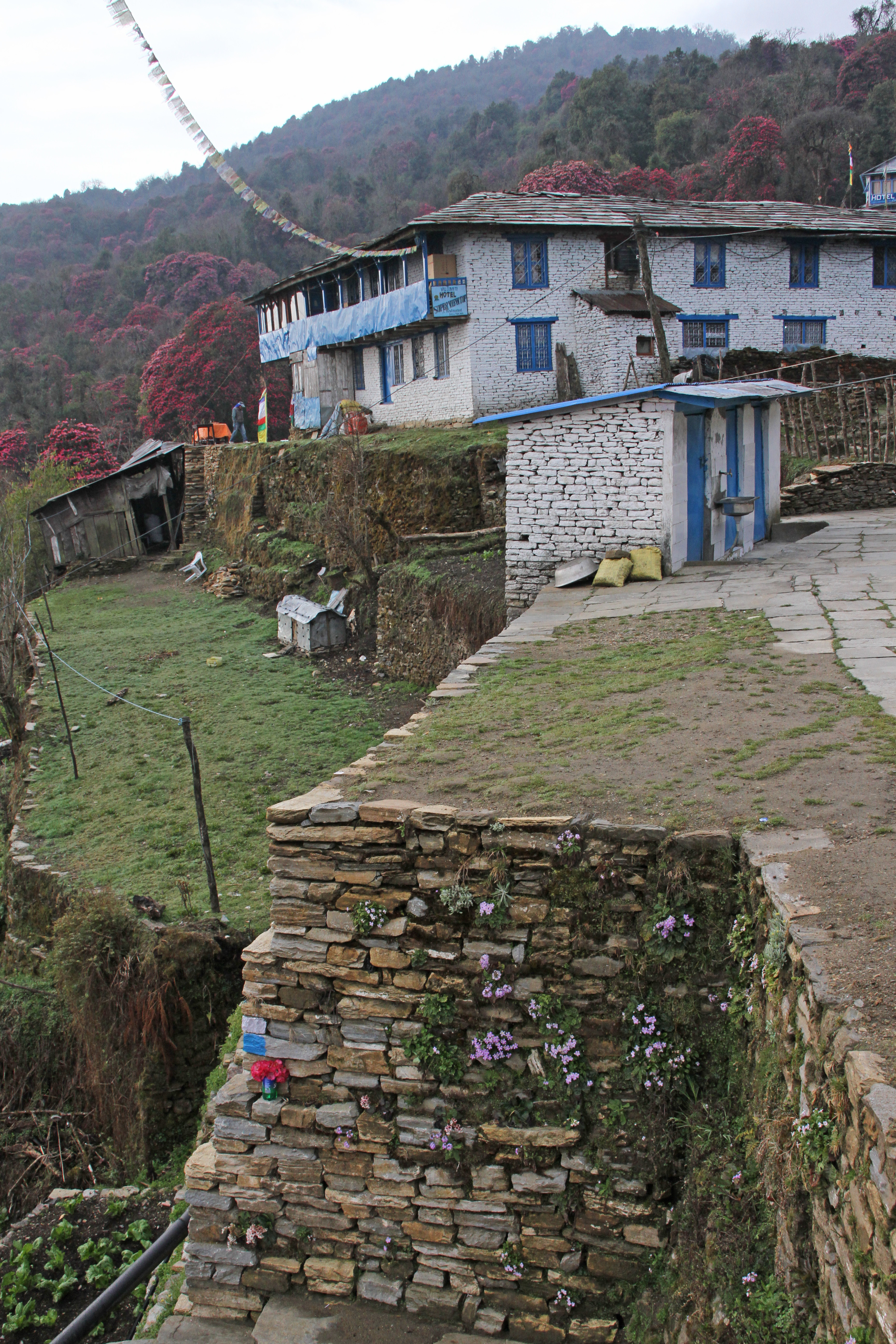
Tadapani
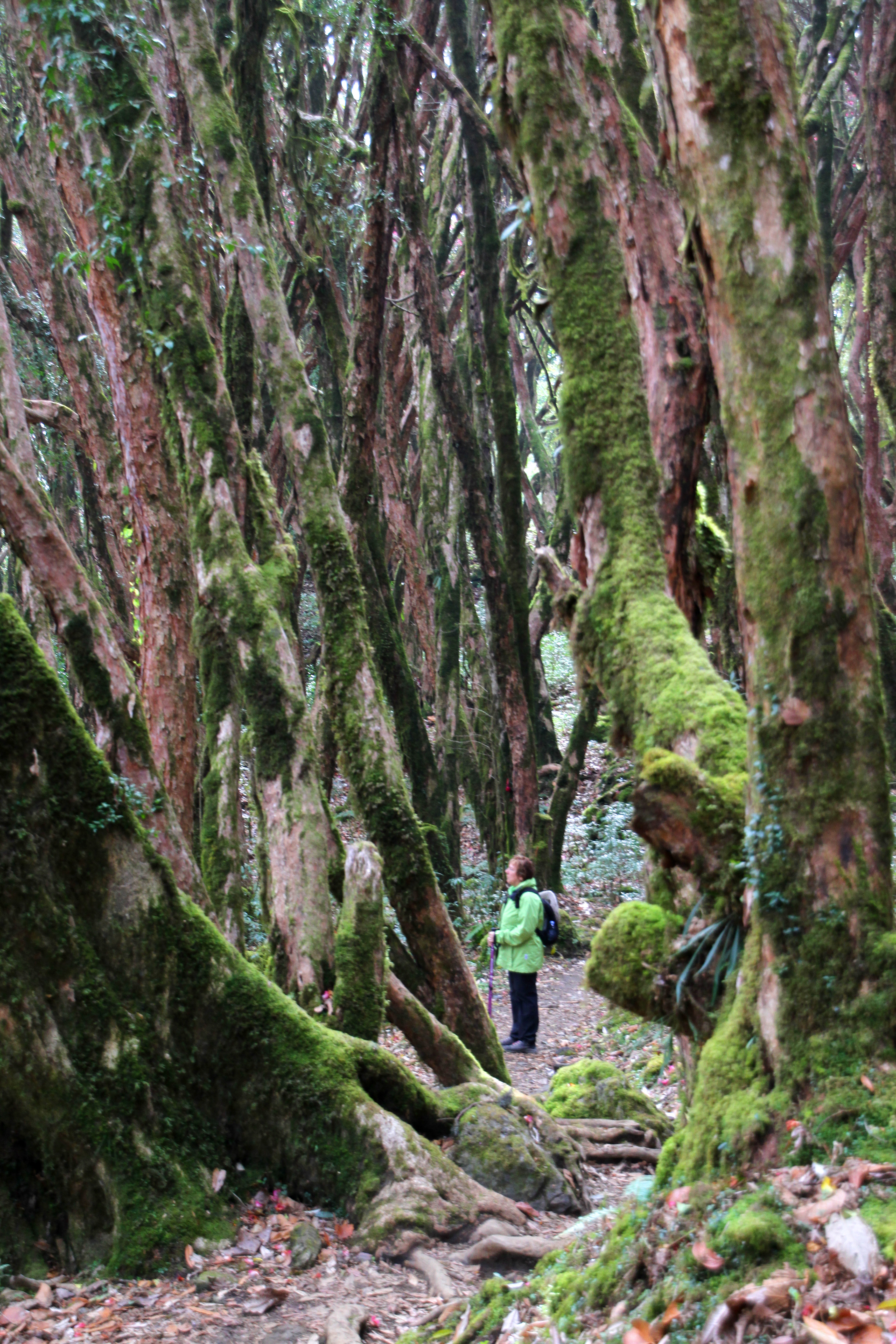
Tadapani to Ghandruk
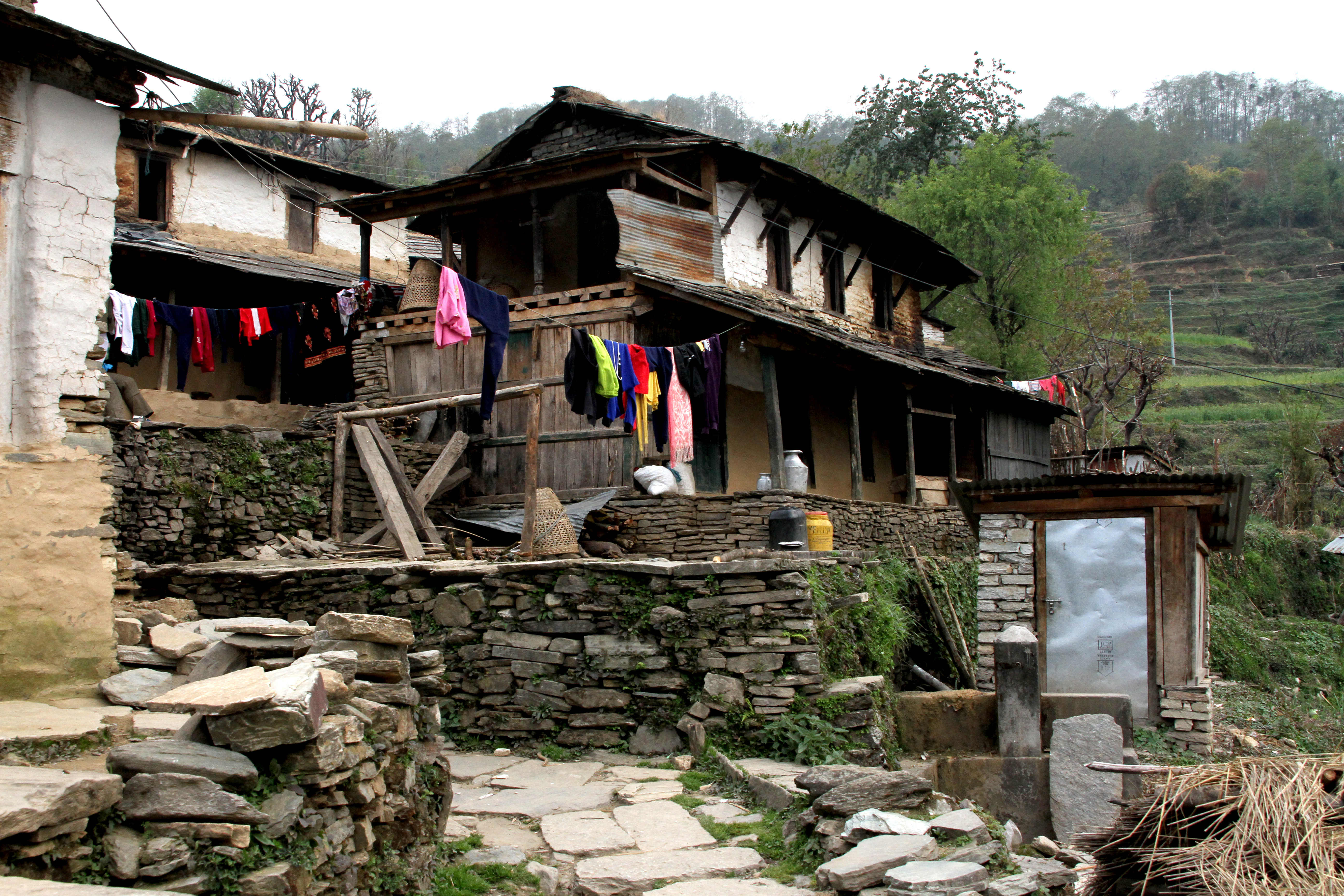
Ghandruk
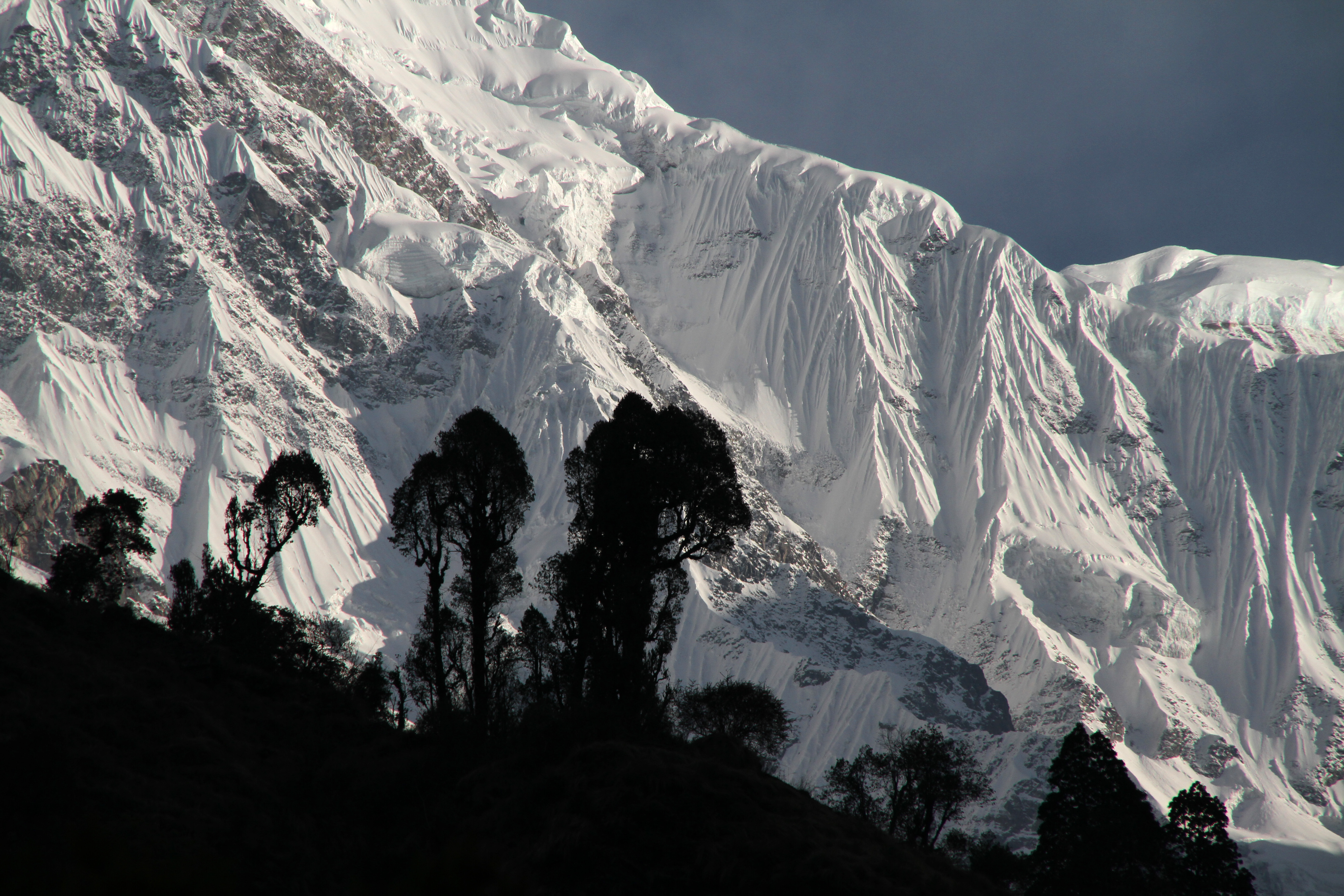
Jhinudanda
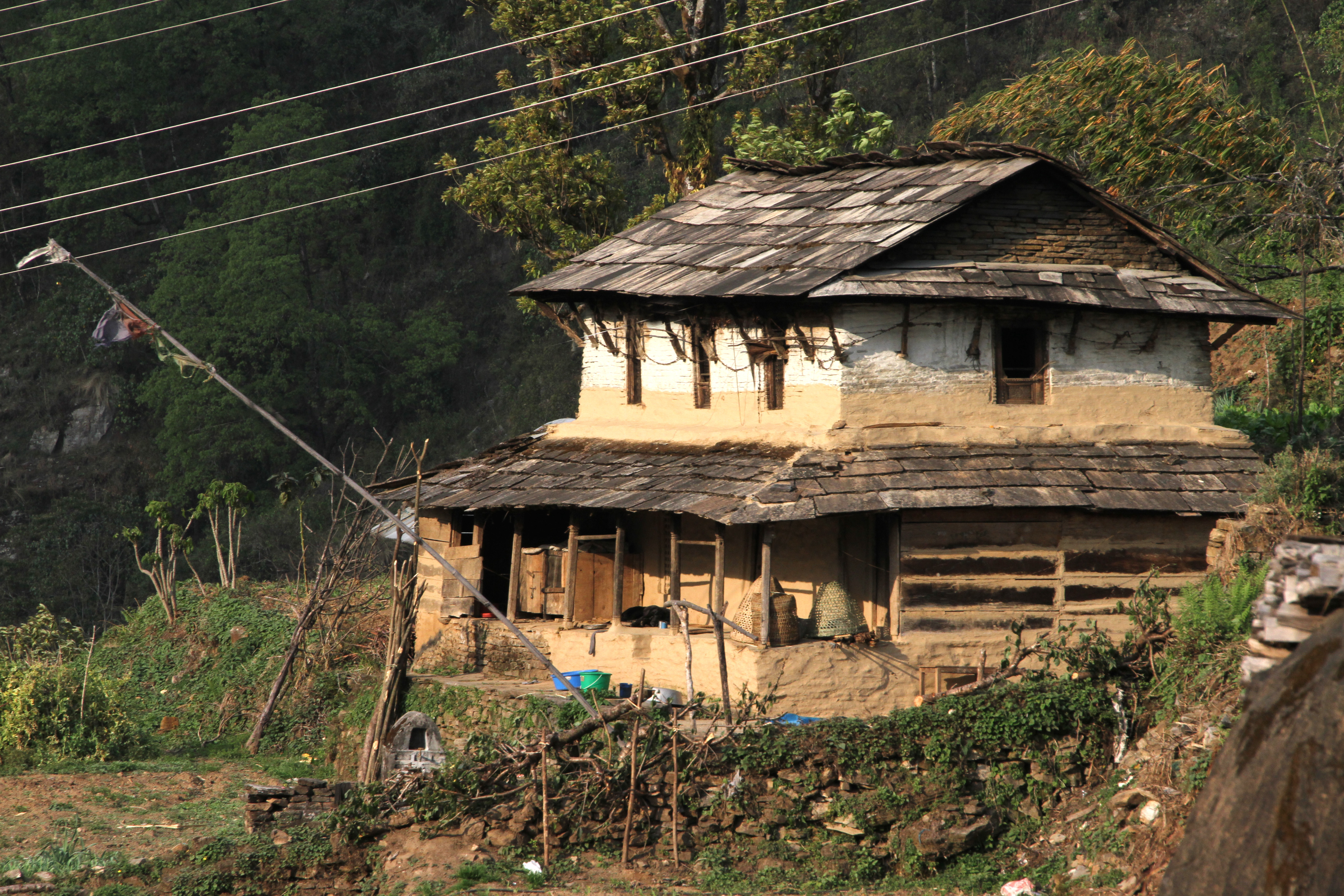
Landruk
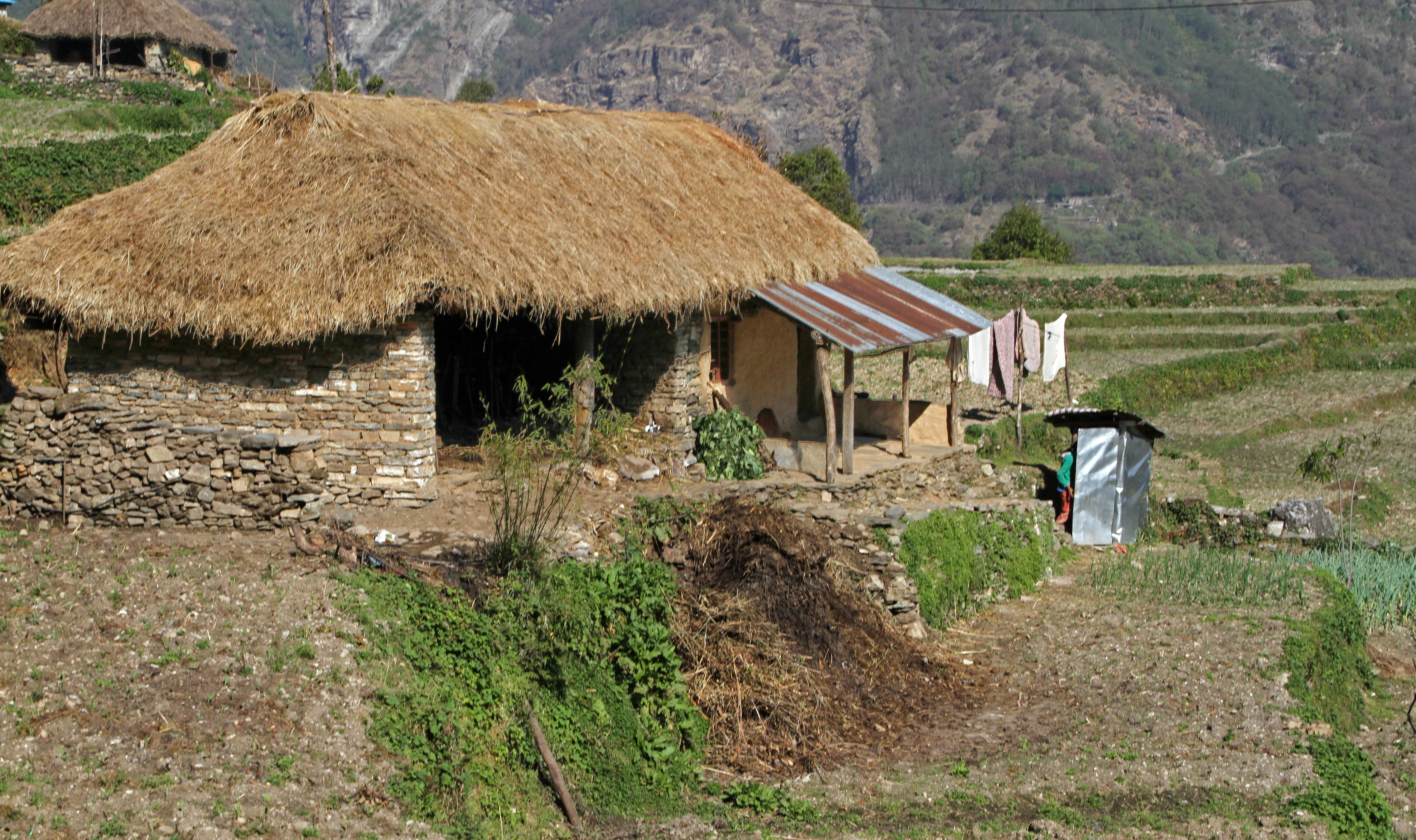
Tolka